# Mamadou Aliou Keita
Mamadou Aliou Keita (ur. 1952 – zm. 11 kwietnia 2004) – gwinejski piłkarz grający na pozycji pomocnika. W swojej karierze rozegrał 31 meczów i strzelił 22 gole w reprezentacji Gwinei.

## Kariera klubowa
Całą swoją karierę klubową Keita spędził w klubie Hafia FC. Zadebiutował w nim w 1970 roku i grał w nim do 1982 roku. Wywalczył z nim dziesięć tytułów mistrza Gwinei w latach 1971, 1972, 1973, 1974, 1975, 1976, 1977, 1978, 1979, 1982, a także trzykrotnie wygrał Puchar Mistrzów w latach 1972, 1975 i 1977.

## Kariera reprezentacyjna
W reprezentacji Gwinei Keita zadebiutował 15 listopada 1970 roku w wygranym 1:0 meczu kwalifikacji do Pucharu Narodów Afryki z Senegalem, rozegranym w Konakry. W tym samym roku był w kadrze Gwinei na Puchar Narodów Afryki 1974. Rozegrał w nim trzy mecze grupowe: z Zairem (1:2), z Mauritiusem (2:1) i z Kongiem (1:1).
W 1976 roku Keita został powołany do kadry na Puchar Narodów Afryki 1976. Wystąpił w nim w sześciu meczach: grupowych z Egiptem (1:1), z Etiopią (2:1), w którym strzelił gola i z Ugandą (2:1), w którym strzelił gola oraz w grupie finałowej z Nigerią (1:1), z Egiptem (4:2), w którym strzelił dwa gole i z Marokiem (1:1). Z Gwineą wywalczył wicemistrzostwo Afryki. Z czterema golami został królem strzelców turnieju.
W 1980 roku Keitę powołano do kadry na Puchar Narodów Afryki 1980. Był w nim rezerwowym i nie rozegrał żadnego meczu. W kadrze narodowej grał do 1981 roku. Wystąpił w niej 31 razy i strzelił 22 gole.